# Мілан Відмар
Мілан Відмар (серб. Милан Видмар, словен. Milan Vidmar; 22 червня 1885, Любляна — 9 жовтня 1962, там само) — югославський шахіст і електротехнік. Професор, ректор (1928—1929) Люблянського університету. Один з найкращих шахістів Європи 1910-х—1920-х років. Міжнародний гросмейстер (1950). Брат письменника та політичного діяча Йосипа Відмара, батько шахіста Мілана Відмара молодшого.

## Кар'єра
У шахи грав з 15-літнього віку. 1902 року дебютував у шахових турнірах у Любляні. Упродовж 1902—1907 років навчався у Відні, де розкрився його шаховий талант. На побічному турнірі «А» Конгресу німецького шахового союзу 1904 у Кобурґу поділив 1-2 місця з Нойманном, а 1905 року поділив 3-4-е місця на побічному турнірі в Бармені (перед ним були тільки Олдржих Дурас і Акіба Рубінштейн). Результати на деяких турнірах:
- Нюрнберг (1906) — 9-е місце
- Відень (1907) — 3-5
- Карлсбад (1907) — 6
- Прага (1908) — 3 (після Карла Шлехтера та Олдржиха Дураса)
- Ґетеборґ (1909) — 1
- Сан-Себастьян (1911) — 2-3 (поділив із Акібою Рубінштейном; один з найкращих турнірних результатів Відмара, зважаючи на дуже сильний склад учасників змагання)
- Карлсбад (1911) — 7
- Будапешт (1912) — 1
- Маннгайм (1914) — 2 (після Олександра Алехіна)
- Відень (1915) — 1
- Відень (1917) — 1
- Берлін (квітень 1918) — 1
- Лондон (1922) — 3 (за Х. Р. Капабланкою та О. Алехіним)
- Гастінґс (1925/26) — 1-2 (з Олександром Алехіним)

Був шахістом-аматором, не прагнув заробітку і грошових нагород у шахах, головну увагу приділяв науковій і педагогічній діяльності. Імовірно, через те, що не присвятив себе повністю шаховій практиці та теорії, Мілан Відмар як шахіст не досяг тих вершин, які йому прогнозували, адже в 1920-х роках Мілан Відмар був серед потенційних претендентів на титул чемпіона світу з шахів.
Опублікував багато статей на шахову тематику. Автор двотомної книги про турнір у Карлсбаді 1911 (Потсдам, 1912). Видав низку книг, зокрема автобіографічні Polstoletja ob šahovnici («Півстоліття за шахівницею», Любляна, 1951) і Goldene Schachzeiten («Золоті часи шахів», 1961).